# François-Albert Viallet
François-Albert Viallet (Bürgerlicher Name Karl Friedrich Boskowits, Zen-Name Soji-Enku), (* 20. März 1908 in Budapest; † 17. Mai 1977 in Frankfurt am Main) war Philosoph, Autor und Zen-Mönch.

## Leben
Viallet gilt als Franzose österreichisch-italienischer Herkunft. Tatsächlich erblickte Viallet als Karl Friedrich Boskowits [Boskovicz], Sohn eines Ungars und einer Deutsch-Österreicherin, die Welt. Er wurde am 18. März 1949 in Frankreich eingebürgert. Er benutzte auch die französische Variante seiner Vornamen Charles Fréderic nebst seinem Pseudonym François-Albert Viallet, häufig verwendete er häufig den Namenszusatz „dit Viallet“ (genannt Viallet) mit seinem bürgerlichen Familiennamen.
Nach Studien in Paris, Rom und Wien promovierte er zum Dr. phil. und war danach langjähriger Mitarbeiter bei Zeitschriften und Rundfunkanstalten. Während des Krieges geriet er in politische Gefangenschaft, wurde nach Deutschland deportiert und flüchtete aus dem Lager Wuhlheide. In Frankreich gehörte er bis Kriegsende der Widerstandsbewegung (Résistance) an.
Er unterhielt eine langjährige Freundschaft mit Teilhard de Chardin (1881–1955). Nach dessen Tod verfasste er die erste Teilhard-Biographie und mehrere, in verschiedene Sprachen übersetzte kritische Arbeiten über Teilhard. Weitere philosophische Schriften und literarische Werke folgten.
1967 traf er Zen-Meister Taisen Deshimaru, der einige Monate zuvor in Paris angekommen war und im Dōjō in der Rue Pernety Zazen praktizierte. Später reiste er jedoch zum Zen-Kloster Antai-ji in Japan, das damals noch in der Nähe von Kyōto lag.
Bei einem Aufenthalt im Antai-ji wurde er Schüler von Kosho Uchiyama Roshi (1912–1998), erhielt die Mönchsweihe und seinen Zen-Namen Soji-Enku. Er kehrte nach Europa zurück und hielt Vorträge und Kurse zur Verbreitung des Soto-Zen in Frankreich, Italien, der Schweiz. Er wirkte vor allem in Deutschland, wo er das Zendo Frankfurt am Main gründete, das er bis zu seinem plötzlichen Tod 1977 leitete und in Italien, wo er das Dojo Soto Zen (Soto Zen Dojo) in Turin und das zendō di Fano (Zendō von Fano).

## Familie
Viallet entstammte einer Familie aus Budapest. Sein Vater Imre [Emmerich] Boskovicz gehörte einer jüdischen Familie aus Ungarn an; Viallets Großeltern väterlicherseits waren Samuel Boskovicz und Rosa Hayduska. Mütterlicherseits stammte Viallet aus einer deutsch-österreichischen Familie mit ungarischen, mährischen, böhmischen und istrischen Wurzeln. Die Mutter Emma Maria Wilhelmina Engelhardt war die Tochter von Carl Wilhelm Josef Engelhardt, einem Polizeibeamten aus Gorizia (ehemals Görz) und Triest, und der Schneiderin Anna Bauzher [Baucer], einer Triestinnerin mit istrischen Wurzeln. Der Vater trat vor der Eheschließung zu katholischen Glauben über, die Mutter war Lutheranerin. Zum Zeitpunkt von Vaillets Geburt waren Triest und Gorizia Teil der Österreichisch-Ungarischen Monarchie.
1933 heiratete Boskowits dit Viallet Gertrude Doleysi in Wien. Die Ehe wurde 1943 geschieden. 

## Auswahl seiner Werke

### Deutsch
- Des Teufels Küche, Paul Zsolnay Verlag, Berlin/Wien/Leipzig 1947
- Zwischen Alpha und Omega. Das Weltbild Teilhards de Chardin; Glock und Lutz, Nürnberg 1958
- Zen - Weg zum Andern. O.W. Barth Verlag, Weilheim 1972, ISBN 3-87041-255-0. (Franz. Originalausgabe: Zen - l'autre Versant)
- Zen-Texte. Zendo Frankfurt am Main 1977
- Zurück mit leeren Händen. O.W. Barth Verlag, Weilheim 1978, ISBN 978-3-530-28790-5
- Einladung zum Zen. Econ-Taschenbuch, Düsseldorf 1988, ISBN 3-612-23002-6

#### Übersetzung
- Kosho Uchiyama : Zen für Küche und Leben. Nach „Tenzo kyokun“ von Zen-Meister Dogen. Angkor 2007, ISBN 3-936018-55-3

### Französisch
- La Cuisine du diable. Recit documentaire d'un prisonnier de la Gestapo. Hier et Aujourd'hui, Paris 1945
- Zen, L'autre versant. Casterman Poche-Collection Mutations-Orientations N°12, Paris, 1971, ISBN 2-203-23115-7

### Italienisch
- Kosho Uchiyama Roshi, La realtà dello zazen. Il cammino verso se stessi. (italienische Übersetzung von Melina Caudo aus dem Französischen von F.A.Viallet, der auch eines der Vorworte verfasst hat) - Astrolabio Ubaldini (Erstausgabe 1973), 1986, ISBN 88-340-0287-3
- Zen, l'altro versante. Edizioni Mediterranee, 1973 (Trad. a c. di A. Figarolli)